# سیارک ۱۴۶۸۴
سیارک ۱۴۶۸۴ (به انگلیسی: 14684 Reyes، نامگذاری:1999XQ167) چهارده هزار و ششصد و هشتاد و چهارمین سیارک کشف شده‌است که در ۱۰ دسامبر ۱۹۹۹ کشف شد.
قدر مطلق سیارک برابر ۱۵.۵ است.